# Joni Ernst
Joni Kay Ernst (de soltera Culver, 1 de julio de 1970) es una política estadounidense, actualmente se desempeña como senadora de Estados Unidos por el estado de Iowa, elegida en las elecciones de noviembre de 2014, derrotando al demócrata Bruce Braley, Con anterioridad, sirvió como miembro del Senado de Iowa 2011 a 2014 y también fue teniente coronel de la Guardia Nacional del ejército de Iowa antes de retirarse del ejército en 2015. Ernst es la primera mujer en representar a Iowa en el Congreso de los Estados Unidos y la primera mujer veterana de cualquier estado en servir en el Senado de Estados Unidos. Es uno de los senadores que más dinero ha recibido de la Asociación Nacional del Rifle, que le ha donado 3.124.273 de dólares.